# Климент (Хухтамяки)
Архимандрит Климент (в миру Ю́ха Ка́леви Ху́хтамяки, фин. Juha Kalevi Huhtamäki; род. 21 мая 1968, Пори, Турку-Пори) — священнослужитель Русской православной церкви, архимандрит, православный миссионер, благочинный приходов Московского патриархата в Норвегии (с 2005), настоятель Воскресенско-Ольгинского прихода (с 1997) в городе Осло.
День тезоименитства — 8 декабря (святой Климент, папа Римский)

## Биография
Родился 21 мая 1968 года в городе Пори, в финской лютеранской семье. После окончания гимназии и сдаче выпускных экзаменов, поступил в Хельсинкский университет, где изучал русский язык.
Одновременно с обучением в университете, работал секретарём епархиального управления Хельсинкской митрополии Константинопольского патриархата. В Спасо-Преображенском соборе города Таллина митрополитом Хельсинкским Тихоном (Тайякка) был принят в православие через миропомазание.
Позднее в течение нескольких лет проживал при русском Покровском храме в городе Хельсинки, помогая Представителю Московского патриархата в Финляндии протоиерею Виктору Лютику в совершении богослужений в качестве алтарника и чтеца.
В 1994 году поступил в Московскую духовную семинарию, которую окончил экстерном в 1996 году.
7 декабря 1996 года в митрополитом Смоленским и Калининградским Кириллом (Гундяевым) в Успенском кафедральном соборе города Смоленска был пострижен в монашество с именем Климент в честь святого Климента папы Римского и 8 декабря хиротонисан во иеродиакона, а позднее — во иеромонаха.
17 апреля 1997 года Председателем Отдела внешних церковных связей Московского патриархата митрополитом Смоленским и Калининградским Кириллом (Гундяевым) командирован в Норвегию для организации православных приходов в юрисдикции Московского патриархата. За период его деятельности в Норвегии были открыты: Воскресенско-Ольгинский приход в городе Осло (на 2015 год насчитывает более 3 тыс. зарегистрированных членов), приход св. мц. Ирины в городе Ставангере, приход преп. Трифона Печенгского в городе Киркенесе, приход св. Анны Новгородской в городе Тронхейме, Успенский домовых храм в русском шахтёрском посёлке Баренцбург на острове Шпицбергене.
С 1997 года является главным редактором приходского журнала «Духовная лепта», издающимся Ольгинским приходом.
C декабря 2000 года является членом Совместной рабочей группы по сотрудничеству между Русской православной церковью и Евангелическо-лютеранской церковью Норвегии.
13 июня 2004 года, в Осло, митрополитом Смоленским и Калининградским Кириллом был возведён в сан игумена.
В 2005 году назначен благочинным приходов Московского патриархата в Норвегии.
В сентябре 2007 года прошёл курсы повышения квалификации для руководителей религиозных объединений, действующих на территории Норвегии, организованные богословским факультетом Университета Осло. Продолжает обучение на кафедре славистики Университета Осло.
22 июля 2011 года в период террористических актов в Осло оказывал пастырскую и психологическую помощь жителям Осло..
16 июля 2017 года епископом Богородским Антонием (Севрюком) за богослужением в Воскресенском храме в городе Осло был возведён в достоинство архимандрита.
Полиглот. Кроме родного финского, владеет норвежским, шведским, английским, русским и греческим языками.

## Награды
- Орден Святителя Иннокентия, митрополита Московского и Коломенского III степени и Патриаршая грамота (4 ноября 2023, вручены митрополитом Волоколамским Антонием в Вестеросе)[15].